# Luguru (peuple)
Pour les articles homonymes, voir Luguru.

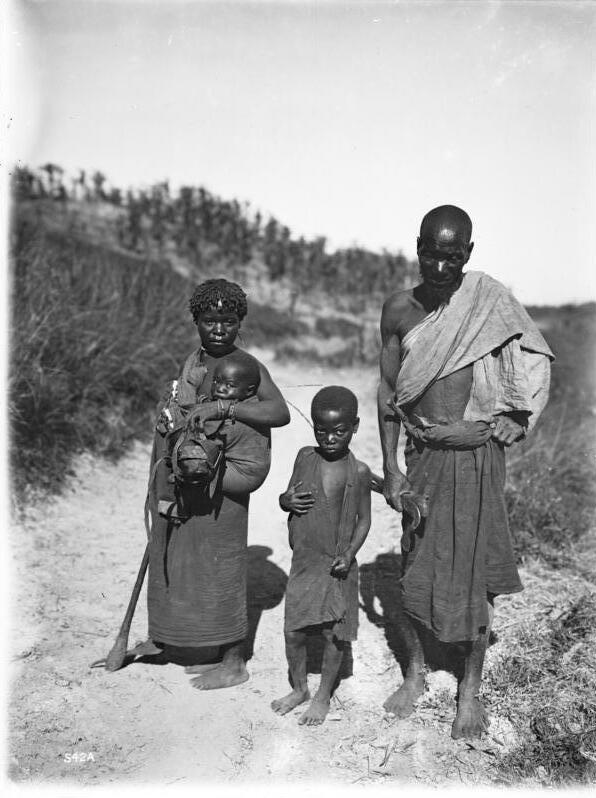
À des fins documentaires, les Archives fédérales allemandes ont souvent maintenu les descriptions originales d’images, qui peuvent être erronées, biaisées, désuètes ou politiquement tendancieuses. Leute aus Uluguru

Les Luguru sont un peuple bantou d'Afrique de l'Est établi en Tanzanie.

## Ethnonymie
Selon les sources on observe plusieurs variantes : Guru, Lugulu, Lugurus, Ruguru, Waluguru.

## Langue
Leur langue est le luguru, une langue bantoue dont le nombre de locuteurs était estimé à 692 000 en Tanzanie en 2001. 